# Сваби (округ)
Сваби (урду ضلع صوابی‎, англ. Swabi District, пушту صوابۍ ولسوالۍ‎) — один из 25 округов пакистанской провинции Хайбер-Пахтунхва.

## Площадь и население
| Статистика            | Величина            |
| --------------------- | ------------------- |
| Общая площадь         | 1543 км²            |
| Население             | 1083000 человек     |
| Плотность             | 702 человека на км² |
| Темпы роста населения | 2.96 % в год        |

### Сельское хозяйство
| Статистика       | Величина      |
| ---------------- | ------------- |
| Общая площадь    | 148689 гектар |
| Посевная площадь | 87046 гектар  |
| Пахотные земли   | 113676 гектар |
| Площадь лесов    | 26505 гектар  |

| Статистика               | Величина     | Процент           |
| ------------------------ | ------------ | ----------------- |
| Площади орошаемых земель | 34354 гектар | % от общего числа |
| Орошение через каналы    | 22282        | 64.86 %           |
| Орошение через колодцы   | 11187        | 32.56 %           |
| Прочие способы           | 885          | 2.58 %            |

#### Урожай
| Культура          | Урожай в кг |
| ----------------- | ----------- |
| Кукуруза          | 2033        |
| Рис               | 1571        |
| Пшеница           | 1543        |
| Горох             | 375         |
| Сахарный тростник | 41203       |